# 이광사 필 서결
이광사 필 서결(李匡師 筆 書訣)은 대한민국 서울특별시 성북구 간송미술관에 있는, 조선후기 대표적 서예가 중 한 명인 원교(圓嶠) 이광사(李匡師, 1705～1777)가 지은 서예이론서인 『서결(書訣)』중 전편(前篇)에 해당하는 내용을 필사한 것이다. 2018년 2월 22일 대한민국의 보물 제1969호로 지정되었다.

## 개요
‘이광사 필 서결’은 조선후기 대표적 서예가 중 한 명인 원교(圓嶠) 이광사(李匡師, 1705～1777)가 지은 서예이론서인 『서결(書訣)』중 전편(前篇)에 해당하는 내용을 필사한 것이다. 건(乾)･곤(坤) 및 부(附) 3첩으로 구성되었고 ‘곤’첩의 마지막에 이광사가 1764년 6월 1일 큰아들 이긍익(李肯翊)에게 써서 준다는 글이 있다.
‘서결’의 전편은 주로 서예의 기본적인 필법에 대한 내용으로서 이론과 평론을 겸했던 이광사의 면모와 필력을 잘 보여주는 서예작품이다. 조선시대를 통틀어 매우 희귀한 서예이론이자 우리나라 서예이론 체계를 연구하는데 없어서는 안 될 중요한 자료이다. 해서･행서･초서 등 다양한 서체를 혼용해 독특한 조화미를 이룬 점 등 예술적인 작품성 또한 뛰어나다. 이광사의 대표작 ‘서결’은 조선 18세기 서예사에 있어 큰 위상을 차지하고 있다는 점에서 보물로서 가치가 충분하다.

## 참고 자료
- 이광사 필 서결 - 국가유산청 국가유산포털